# Blue Victory
A Blue Victory Babos Gyula magyar gitáros szólóalbuma, amit 1994-ben adtak ki.

## Számok
1. The Way In The Way Out - 7:00
2. Blue Victory - 6:07
3. Manhattan - N.Y. - 5:21
4. Sweet Madison - 5:41
5. Soft Rain - 6:10
6. Long Ride - 6:13
7. Sham-pooh - 4:52
8. 8th Wonder - 5:18

## Közreműködők
- Babos Gyula - gitár
- Terri Lyne Carrington - dob
- Victor Bailey - basszusgitár
- George Jinda - ütőhangszer
- Szakcsi Lakatos Béla - zongora